# Stazione di Moggio (Italia)
La stazione di Moggio era una stazione ferroviaria in provincia di Udine, posta sul vecchio tracciato della ferrovia Pontebbana, ora dismesso.

## Storia
La stazione di Moggio venne raggiunta della ferrovia Pontebbana nel 17 maggio 1877, rimase in esercizio fino al 1995.
Nel 1992 venne declassata a fermata.
Nel 2005, a seguito della dismissione della stazione e del tratto dove era posta, avvenuta nel 1995, si è ricavato dall'ex sedime ferroviario un tratto della ciclovia Alpe Adria.

## Strutture e impianti
Era composta da un fabbricato viaggiatori e due binari